# Євстигнєєв Василь Володимирович
Васи́ль Володи́мирович Євстигнє́єв (нар. 6 грудня 1980 — 14 серпня 2019) — солдат Збройних сил України, учасник російсько-української війни.

## Життєпис
Народився 1980 року в селі Дорожинка (Вільшанський район, Кіровоградська область). Закінчив навчання у школі, працював на дорожинській молочнотоварній фермі. Протягом 1998—2000 років проходив строкову службу, повернувся працювати на те саме підприємство. Після реорганізації підприємства займався ремонтно-будівельними роботами. Певний час працював водієм та підсобним робітником (агропромислова компанія «Розкішна»).
Від 2 лютого 2015-го до червня 2016 року проходив службу за мобілізацією у 72-й бригаді. З 2 вересня 2016-го до грудня 2018 року служив за контрактом у 10-й гірськоштурмовій бригаді. В мирному житті розраховував відкрити власну справу — по розведенню овець та кіз, але 5 червня 2019 року знову підписав контракт та повернувся на фронт. Солдат, командир відділення протитанкового взводу, рота вогневої підтримки мотопіхотного батальйону 72-ї бригади.
14 серпня 2019-го загинув перед опівніччю від кульових поранень у груди внаслідок обстрілу ВОПу біля хутора Вільний (Золоте-4) з СПГ та ВКК із боку окупованої Мар'ївки (Золоте-5).
17 серпня 2019 року похований в селі Дорожинка.
Був розлучений, без Василя лишилися дві доньки та два брати.

## Нагороди та вшанування
- Указом Президента України № 804/2019 від 5 листопада 2019 року за «особисту мужність і самовідданість, виявлені під час бойових дій, зразкове виконання військового обов'язку» нагороджений орденом «За мужність» III ступеня[2].